# Le Voyage à Nantes
Le Voyage à Nantes, créé en 2011, est à la fois un organisme touristique — sous la forme d'une société publique locale chargée de la promotion, via la culture, de Nantes Métropole — et un « monument dispersé » permanent long de plus de 20 kilomètres ainsi qu'un événement estival renouvelé tous les ans.
Un parcours pérenne d'une cinquantaine d'étapes, dans la ville de Nantes, matérialisé par une ligne verte tracée au sol, conduit le visiteur toute l'année d'une œuvre originale d'un artiste actuel à un monument du patrimoine, célèbre ou méconnu, à travers une architecture historique ou contemporaine et divers points de vue sur la ville et l'estuaire.
Chaque été depuis 2012, pendant deux mois, l'événement « Voyage à Nantes » propose une multitude d'activités culturelles, pour la plupart gratuites, de la part des artistes, architectes, designers et jardiniers tout au long du parcours. Les lieux culturels accueillent le public tous les jours de la semaine.
Depuis 2022, a lieu une édition hivernale appelée le « Voyage en Hiver ».

## Structure

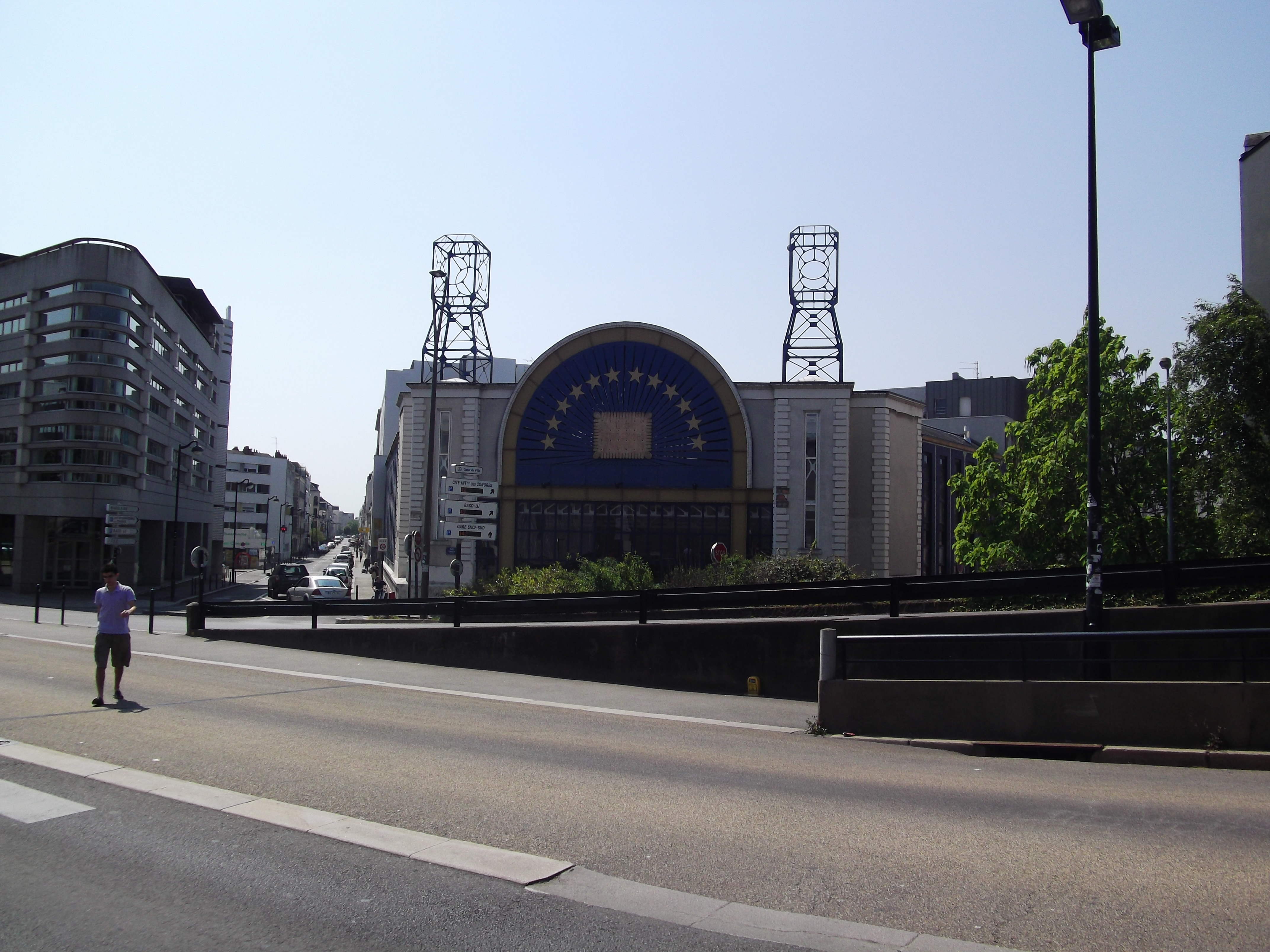
Ancien entrepôt LU qui abrite les bureaux du Voyage à Nantes au no 1 Rue Crucy.

En 2011, pour harmoniser cette offre culturelle et lui donner plus de lisibilité commerciale et économique, Nantes Métropole (alors présidée par Jean-Marc Ayrault) a eu l'idée de regrouper à la fois l'Office de tourisme, la société d'économie mixte Nantes Culture et Patrimoine, qui gère le château des ducs de Bretagne (incluant le musée d'histoire de la ville de Nantes), les Machines de l'île et le parcours estuaire Nantes-Saint-Nazaire sous la forme d'une société publique locale. La structure a déposé à l'Institut national de la propriété industrielle (INPI) la marque « Voyage en France ».
C'est à Jean Blaise, un directeur artistique de spectacles associé depuis 1989 à la municipalité de Jean-Marc Ayrault (il a notamment créé et dirigé le Festival des Allumées et Le Lieu unique), qu'est confiée la direction de ce nouvel organisme.
Depuis sa création, les bureaux de l'organisme se trouvent au no 1 Rue Crucy dans un ancien entrepôt annexe des usines LU réalisé par l'architecte Auguste Bluysen qui a édifié les tours encadrant l'avenue Carnot. Le fronton semi-circulaire monumental donnant sur cette avenue met en évidence le Petit Beurre et la Paille d'or, grands succès de l'entreprise. Après le transfert des activités de LU à La Haie-Fouassière à la fin des années 1980, le bâtiment a fait l'objet d'une première restructuration complète en 1990 afin d'être reconverti en bureaux.

## Communication extérieure

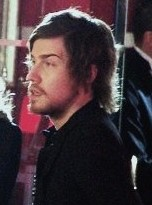
Julien Doré.

En 2011, Gaëtan Chataigner, acteur et réalisateur nantais met en place un film promotionnel pour le compte du « Voyage à Nantes », Jackie et Julie, qui reçoit le prix de la réalisation au Festival international du film touristique de Saverne. Au printemps 2012, le court métrage sort. Il présente de façon décalée l’édition estivale du « Voyage à Nantes » et sa future programmation dont Julie Depardieu et Jackie Berroyer sont les acteurs principaux.
En octobre 2012, Gaëtan Chataigner réalise le court-métrage Estuaire, présentant 28 œuvres de l'estuaire de Nantes à Saint-Nazaire. Chacune des œuvres de cette collection permanente, répartie sur douze communes, guide vers un lieu atypique ou un site remarquable de l’estuaire. L’acteur principal de ce court métrage est Julien Doré. Ce film a été présenté à la presse et mis en ligne le 28 janvier 2013.

## Événements estivaux

### 2012
Du vendredi 15 juin au dimanche 19 août 2012, a eu lieu la première édition du « Voyage à Nantes », période durant laquelle la ville a été « renversée par l’art ». L’événement a attiré 605 000 visiteurs extérieurs.
Durant cette édition, les visiteurs ont pu rencontrer des œuvres au cœur de l’espace public, des lieux festifs, des croisières singulières, un patrimoine revisité ou encore des expositions temporaires. Un parcours urbain de 8,5 km, signalé au sol par une ligne rose, et jalonné d'une trentaine étapes.

### 2013
L’édition 2013 s'est déroulé du  28 juin et au 1er septembre. Le thème porte sur l’environnement, Nantes étant désignée cette année-là « Capitale verte de l'Europe ». On retrouve certaines œuvres présentes lors de la précédente édition, et de nouvelles ont fait leur apparition. Le parcours passe de 8,5 km à 15 km et la ligne sur le sol est de retour, mais cette fois-ci de couleur verte.

### 2014
Du vendredi 27 juin au dimanche 31 août 2014 a lieu la 3e édition du « Voyage à Nantes », un événement estival et un parcours de 12 km et de 42 étapes à la découverte de la ville, d’œuvres d'art dans l'espace public, des musées et des lieux patrimoniaux, des lieux de vie, des installations sur des commerces de la ville. Le parcours est de nouveau matérialisé au sol par une ligne verte. Les œuvres d'art contemporain sont renouvelées, l'intention étant d'en conserver une partie, dans la ville, après l'été.

### 2015
La 4e édition s'est déroulé du 3 juillet et au 30 août 2015. L'événement comporte 46 étapes en centre-ville.

### 2016
L’édition 2016, 5e du nom, a lieu du 1er juillet au 28 août. Le parcours en centre-ville est long de 12 km et comporte 54 étapes.

### 2017
La 6e édition se tient du 1er juillet au 27 août. Le parcours 2017 est composé de 52 étapes le long de la ligne verte.

### 2018
La 7e édition a lieu du 30 juin au 26 août.

### 2019
La 8e édition se tient du 6 juillet au 1er septembre. De nouvelles œuvres sont présentées par : Tadashi Kawamata, Pierrick Sorin, Stéphane Vigny, Claire Tabouret, …

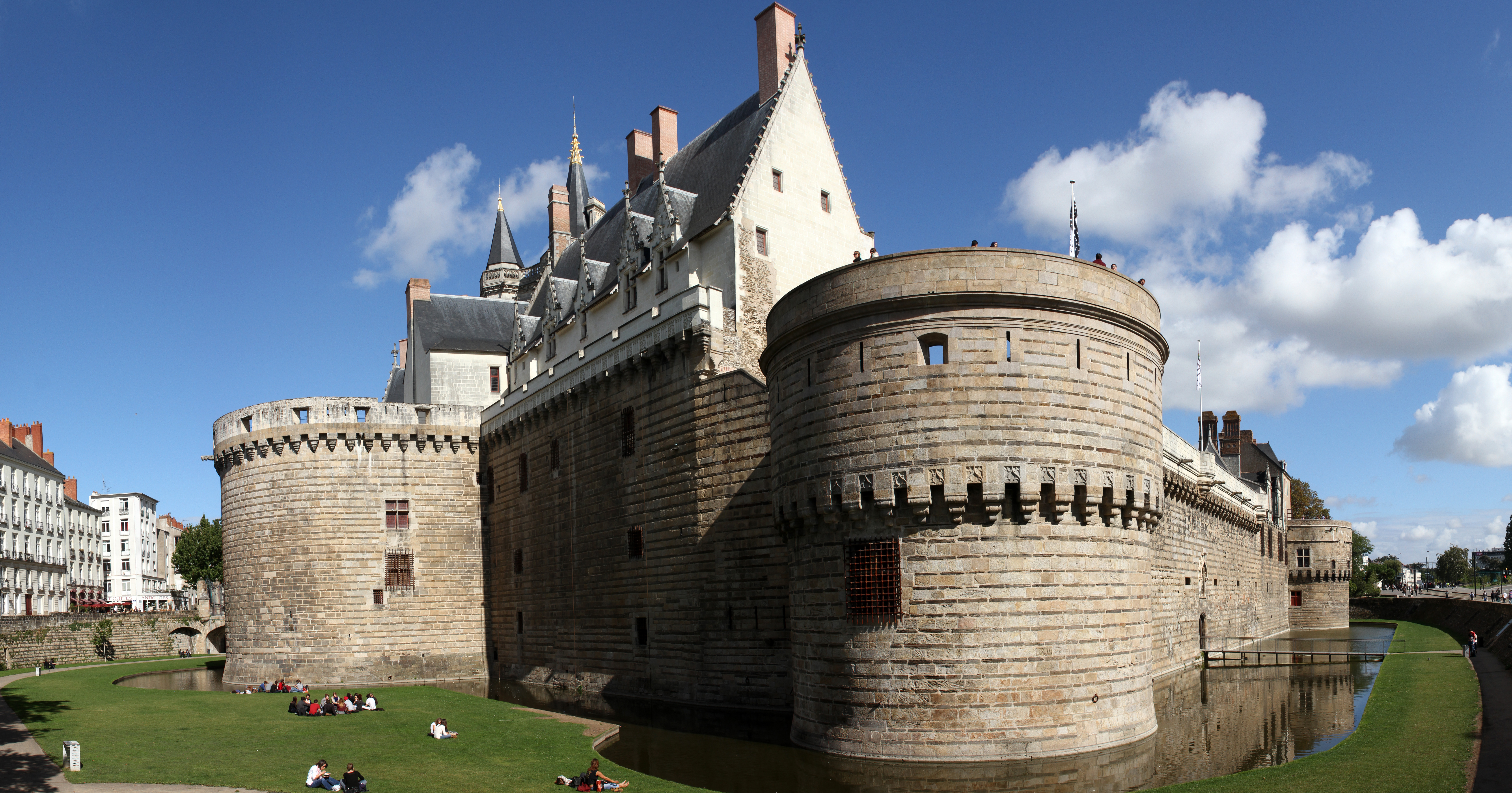
Le Château des ducs de Bretagne

### 2020
La 9e édition, initialement prévue en juillet, est reportée de quelques semaines et se déroule finalement du 8 août au 27 septembre, en raison de la pandémie de Covid-19. Parmi les artistes dont les créations participent à cette manifestation d'art contemporain, dans une cinquantaine de lieux de la région nantaise, peuvent être cités Stéphane Thidet, Elsa Sahal, Chourouk Hriech, Lilian Bourgeat, Mrzyk & Moriceau, Vincent Mauger, Nathalie Talec, Martine Feipel et Jean Bechameil, Vincent Olinet, Evor, etc,,...

## Parcours permanent
Le parcours est jalonné par des œuvres, monuments ou attractions pérennes :
- le jardin des plantes de Nantes qui accueille chaque année des installations paysagères imaginées par Claude Ponti ;
- le Nid, bar panoramique aménagé par Jean Jullien au 32e étage de la tour Bretagne. Cette étape est supprimée à partir de l'édition 2020, le bar ayant fermé car la tour doit être désamiantée et reconfigurée ;
- le mémorial de l'abolition de l'esclavage, sur le quai de la Fosse, où 2 000 plaques rappellent les expéditions négrières parties de Nantes ;
- le Grand éléphant et les machines extraordinaires ; sous les nefs des anciens chantiers Dubigeon dans le parc des Chantiers se trouve l'atelier de la compagnie La Machine fondée par François Delarozière ;
- le Carrousel des mondes marins dans le parc des Chantiers, où les auteurs Pierre Oréfice et François Delarozière ont mis en place un « voyage aquatique » ;
- l'arbre à basket sur le parc des Chantiers. Des paniers montés en arborescence permettent de pratiquer du basket-ball avec des équipes croisées ;
- le Tombeau de François II de Bretagne dans la cathédrale ;
- le musée d'histoire de Nantes situé au cœur du quartier médiéval dans le château des ducs de Bretagne ;
- Le Lieu unique, « milieu du monde », voyage immobile offrant un concentré du monde ;
- la Cantine, lieu de restauration au hangar à bananes ;
- des stations gourmandes en centre-ville installées sur des espaces de repos et de pique-nique oùle public peut déguster cerises, framboises, tomates, etc..

Le parcours urbain (ou hors du centre-ville) est jalonné d’œuvres, déjà existantes ou créées pour l'occasion, pérennes ou éphémères. Parmi les artistes dont les œuvres sont présentées figurent Ange Leccia, Kinya Maruyama, Michel Colombe, Cécile Bart, Jean Jullien, Pierrick Sorin, Daniel Buren et Patrick Bouchain, Roman Signer, Angela Bulloch, Rolf Julius, François Morellet, Jessica Stockholder, Benedetto Bufalino, Leandro Erlich, Julien Berthier…

## Expositions
Certains lieux accueillent chaque année des expositions temporaires le temps du Voyage à Nantes :
| 2012 | Bâtisse Karstique         | Atelier Polyhedre         |
| 2013 | Le Nouvel esclave         | Isaac Cordal              |
| 2014 | Phantasma                 | Anne et Patrick Poirier * |
| 2015 | Interferences : Portraits | Jocelyn Robert *          |
| 2016 | Musée Nomade - En Chemin  | musée d'Arts de Nantes    |
| 2017 | Les Instruments           | Nicolas Darrot            |
| 2020 | La tentation domestique   | Vincent Olinet            |
| 2021 | The Faint House of Yes    | Bianca Bondi              |

| 2012 | Mon voyage à Nantes         | Roman Signer                    |
| 2013 | Suite d'Eclats              | Felice Varini                   |
| 2014 | Les Mues                    | Huang Yong Ping                 |
| 2015 | Solo Group Show             | Tatzu Nishi (en)                |
| 2016 | La mer allée avec le soleil | Ange Leccia                     |
| 2017 | Le Nu et la Roche           | Daniel Dewar & Grégory Gicquel  |
| 2018 | fluides                     | Céleste Boursier-Mougenot       |
| 2019 | If only the sea could sleep | Claire Tabouret                 |
| 2020 | Automatic Revolution        | Martine Feipel & Jean Bechameil |
| 2021 | Travailler le dimanche      | Gilles Barbier                  |
| 2022 | Plonger et puiser           | Michael Beutler                 |

| 2012 | Playgrounds                         | Playgrounds                         | Patricia Buck *                          | Patricia Buck *                          |
| 2013 | The Waves                           | The Waves                           | Thierry Kuntzel                          | Thierry Kuntzel                          |
| 2013 | Sans tambour ni trompette           | Sans tambour ni trompette           | Bertrand Godot *                         | Bertrand Godot *                         |
| 2014 | Supersymmetry                       | Supersymmetry                       | Ryoji Ikeda                              | Ryoji Ikeda                              |
| 2014 | Memoria                             | Memoria                             | Anne et Patrick Poirier *                | Anne et Patrick Poirier *                |
| 2015 | Ultima                              | Ultima                              | Pierre Giner *                           | Pierre Giner *                           |
| 2015 | Etienne Bardelli                    | Etienne Bardelli                    | Espace LVL *                             | Espace LVL *                             |
| 2015 | Chevalier de la résignation infinie | Chevalier de la résignation infinie | Diane Landry                             | Diane Landry                             |
| 2016 | Léviathan et ses fantômes           | Léviathan et ses fantômes           | Lucien Castaing-Taylor et Véréna Paravel | Lucien Castaing-Taylor et Véréna Paravel |
| 2017 | Seul avec la nuit                   | Seul avec la nuit                   | Hans Ruedi Giger                         | Hans Ruedi Giger                         |
| 2018 | Mangasia                            | Mangasia                            |                                          |                                          |
| 2019 | Incoming                            | Incoming                            | Richard Mosse (en)                       | Richard Mosse (en)                       |

| Château des ducs de Bretagne | Château des ducs de Bretagne                                                | Château des ducs de Bretagne                                                               |
| Année                        | Exposition                                                                  | Artiste(s) / commissariat *                                                                |
| ---------------------------- | --------------------------------------------------------------------------- | ------------------------------------------------------------------------------------------ |
| 2012                         | Hambourg / New York - L'Austria : Une tragédie dans l'Atlantique            | Musée d'histoire de Nantes                                                                 |
| 2013                         | En guerres, 1914-1918 / 1939-1945, Nantes / Saint-Nazaire                   | Musée d'histoire de Nantes                                                                 |
| 2013                         | Open Your Eyes                                                              | Kader Attia                                                                                |
| 2014                         | Samouraï                                                                    | Musée d'histoire de Nantes                                                                 |
| 2014                         | Fit for a Queen                                                             | Patrick Dougherty (en)                                                                     |
| 2014                         | The Non-Thinker                                                             | Makoto Aida                                                                                |
| 2015                         | Flamands et Hollandais                                                      | Blandine Chavanne *                                                                        |
| 2015                         | Fit for a Queen                                                             | Patrick Dougherty                                                                          |
| 2016                         | Icones, trésors de refugiés                                                 | Kiriaki Tsesmeloglou *                                                                     |
| 2017                         | Les Esprits, l'Or et le Chaman - Chefs-d'œuvre du Musée de l'Or de Colombie | En partenariat avec le Musée de l’Or de Colombie                                           |
| 2018                         | Nous les appelons Vikings                                                   | En coproduction avec le musée historique de Suède, Stockholm et MuseumsPartner en Autriche |
| 2019                         | Amazonie - Le chamane et la pensée de la forêt                              | Musée d’ethnographie de Genève                                                             |
| 2020                         | LU - Un siècle d’innovation (1846-1957)                                     | Musée d'histoire de Nantes                                                                 |
| 2021                         | Esprit et forme du Japon                                                    | Toshihiro Hamano                                                                           |
| 2022                         | AAM AASTHA                                                                  | Charles Fréger                                                                             |

## Objectifs et résultats

### Objectifs de la SPL
Mise en place en 2011 dans le cadre du volet « culture » de la politique de « marketing territorial » de la ville de Nantes, Le Voyage à Nantes a pour objectifs d'augmenter l'attractivité touristique et de l'internationaliser. La structure confiée à Jean Blaise doit permettre de rationaliser les moyens engagés par la Ville en fédérant les initiatives regroupées au sein de la SPL et en renforçant leur communication. Ce souhait accusait réception des critiques portant sur le coût de ces programmes culturels et sur la faible lisibilité de leur retour sur investissement pour les contribuables nantais.

### Résultats 2012
Réception des critiques portant sur le coût de ces programmes culturels et sur la faible lisibilité de leur retour sur investissement pour les contribuables nantais. L'objectif visé par l'opération 2012 se situe « entre 10 et 20 % de fréquentation supplémentaire (excursionnistes et touristes) à Nantes ». La presse locale estime alors que le bilan de l'édition 2012 (+ 24 % de fréquentation selon les chiffres donnés par le VAN) , est « flatteur » mais « difficile à interpréter ».
Les critiques ont également mis en exergue le faible retour sur investissement, une fois les coûts totaux considérés : au total, les dépenses réellement engagées en 2012 (toutes manifestations et structures associées au VAN confondues) dépassaient 20 millions €, à comparer avec les 9,1 millions € injectés dans l'économie locale par les visiteurs supplémentaires.
Le flou entourant les chiffres a été résolu par l'adoption d'une référence : le montant de la taxe de séjour perçue par les hôteliers nantais. À partir de cet indicateur, au cours des trois mois concernés en tout ou partie par le Voyage à Nantes (juin, juillet, août 2012), le nombre de nuitées est passé de 583.853 en 2011 à 629.754 en 2012 (+ 45.901) soit +7,86 %. Sachant que le même indicateur avait globalement progressé de 4,93 % pour les 9 autres mois de l'année, on estime aujourd'hui que la progression spécifique des mois du VAN est inférieure à 3 %,

### Résultats 2019
Depuis 2010, la progression du nombre de nuitées marchandes annuelle est de +79%, soit environ +7% par an. Sur la période estivale la progression est de + 95% en 9 ans, soit environ +8% par an. Airbnb s’est développé depuis 2013, est décompté via la taxe de séjour depuis août 2016 et représente environ 12% des nuitées totales en 2019.
L’événement estival du 6 juillet au 1er septembre 2019 a reçu un « bilan touristique très positif » qui se « ressent dans tout ce secteur ». Il a proposé une soixantaine d’étapes, s’étirant pour la première fois jusqu’au quartier Chantenay où le Belvédère de l’Hermitage de l’artiste Tadashi Kawamata a reçu plus de 70 000 passages sur l’été.  
Les principaux sites touristiques et culturels de la destination (Musée d’histoire de Nantes au Château des ducs de Bretagne, Musée Jules Verne, Lieu Unique, Le Nid, Mémorial de l’abolition de l’esclavage, Machines de l’Île, Cryptes de la cathédrale) ont vu un nombre de visiteurs en hausse de +7,3% par rapport à l’été 2018.
Le nombre de visiteurs étrangers (Espagnols, Allemands et Britanniques en tête) a également progressé d’environ 30 %.
Objet de détournement de la part du public, les 700 statues de l’artiste Stéphane Vigny positionnées Place Royale ont été le support du message « Où est Steve ? », en référence au jeune homme tombé dans la Loire après une intervention policière le soir de la fête de la musique.

### Résultats 2020
En 2020, la fréquentation touristique, en constante croissance depuis 2010, a été paralysée en période de confinement (mars à juin, puis novembre-décembre) et fortement ralentie du fait de l’état d’urgence sanitaire (réduction des regroupements et déplacements).
Nantes Métropole enregistre 1 800 000 nuitées en hébergements marchands via la taxe de séjour et Airbnb, soit 43 % de moins qu’en 2019. Les reculs de fréquentation sont compris entre -26% en août pour le meilleur mois (-33% en juillet et -32% en septembre) et -80% en avril (confinement complet). Nantes Métropole note un effondrement de 80 % des visiteurs internationaux, mais une hausse importante des clientèles parisiennes +20%.
Décalé d’un mois, l’événement estival « Le Voyage à Nantes » s’est déroulé du 8 août au 27 septembre 2020. La collection d’œuvres et d’installations artistiques accessibles à tous dans l’espace public était moins soumise aux règles sanitaires, contrairement aux musées et salles d’expositions. Cela a contribué à une baisse limitée de la fréquentation touristique d’agrément sur Nantes Métropole avec -30 % de nuitées marchandes sur les mois d’été.
« Nantes a été l’une des seules villes à maintenir une offre culturelle aussi importante » et fait « figure d’exception » alors que le tourisme urbain a souffert cette année en France.
Œuvre marquante de cette 9e édition, l’œuvre monumentale Rideau de Stéphane Thidet sur la façade du théâtre Graslin « fait le buzz ! ».

### Résultats 2021
De 2020 à 2021, le nombre de nuitées décomptées via la taxe de séjour augmente de +26 % sur l’année et de +19 % sur l’été. Ainsi, en comparaison à 2019 le nombre de visiteurs extérieurs recensés en hébergement marchand se situe respectivement à -22 % (année) et -7 % (été). Airbnb et les autres plateformes comparables poursuivent leur bonne dynamique, avec 21% des nuitées recensées, contre 18 % en 2020.
Alors que seules 11 % des nuitées sont générées par l’international en 2021, 84% de celles-ci viennent d’Europe, avec un top 5 constitué de l’Espagne, la Belgique, l’Allemagne, la Suisse puis l’Italie.
La Grande-Bretagne, autrefois un des principaux bassins émetteurs de visites a disparu du classement.
Œuvre marquante de cette 10e édition, l’œuvre monumentale Le Naufrage de Neptune du sculpteur Ugo Schiavi sur la fontaine de la place Royale fait parler d’elle dès son installation.

### Résultats 2022
L’événement estival du 1er juillet au 31 août 2022 a été un succès en termes de fréquentation avec 607.000 visiteurs comptabilisés, ce qui rattrape presque les chiffres record de 2019, avant la crise de la COVID.
Côté artistique, il n’y a pas eu « d’effet whaouh », les œuvres étant jugées décevantes par les internautes, comparé aux années précédentes.
En 2022, l’œuvre pérenne Le serpent d'océan du parcours Estuaire Nantes <> Saint-Nazaire est devenue le deuxième site national le plus visité sur Google Street View, juste derrière la Tour Eiffel,.